# イギリスの鉄道フランチャイズ

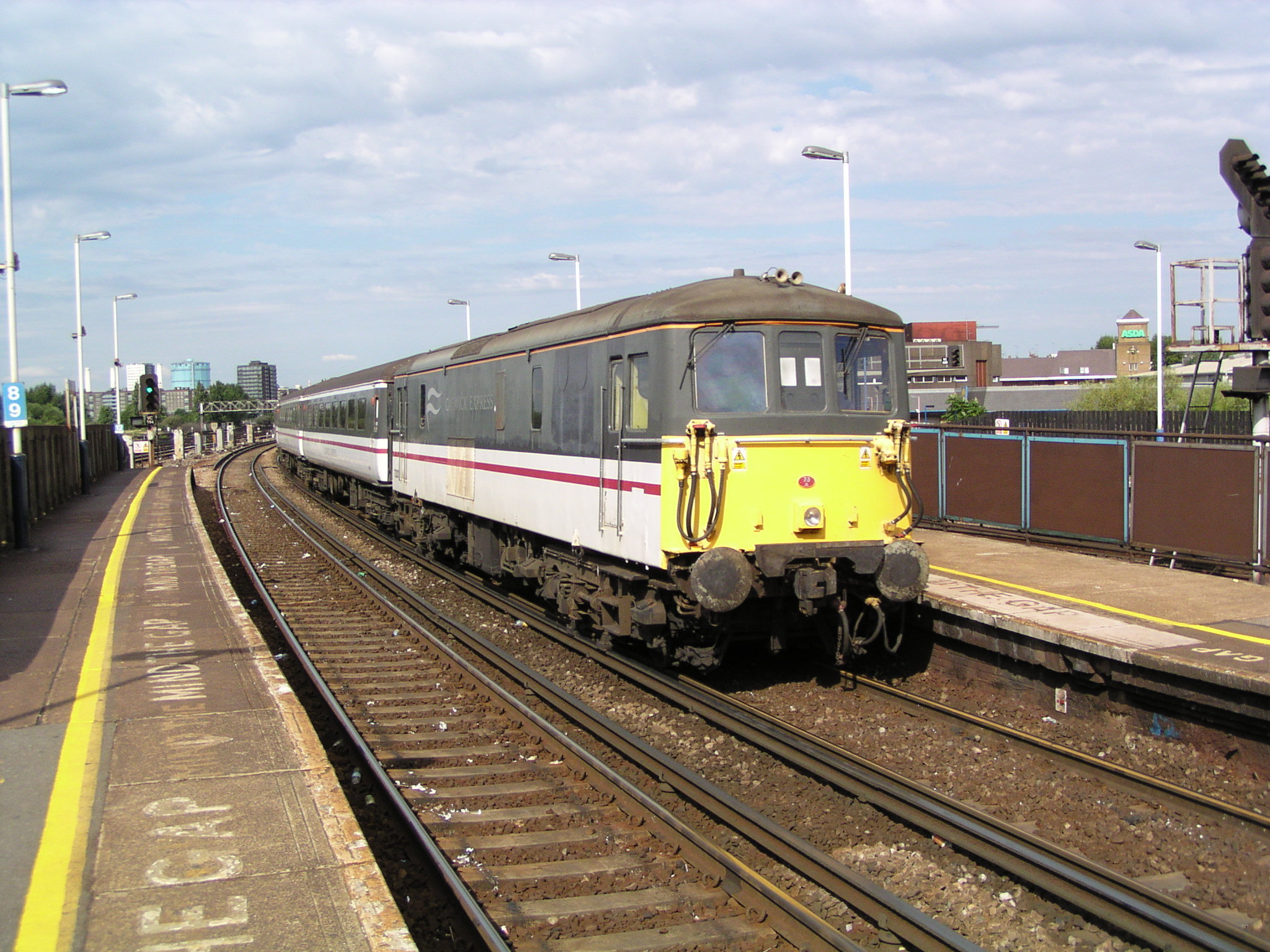
ガトウィック・エクスプレス
1996年に開始された鉄道フランチャイズ

イギリスにおける鉄道フランチャイズとは、イギリスの鉄道においてフランチャイズ形式によって民間会社に旅客列車の運行権を与えるシステムのことである。
フランチャイズ制は1990年代にイギリス国鉄の民営化の一環として成立したものである。各フランチャイズの運行権限は競争入札によって列車運行会社に与えられ、契約期間は通常7年以上である。フランチャイズは地域の他に列車の種類ごとにも設定されており、独占的な契約ではないことから他のフランチャイズやオープン・アクセス事業者との競争も区間によっては発生する。開始から20年以上が経過し、フランチャイズの数は合併によって25から17にまで減っているが、イギリスにおける鉄道旅客輸送の主流であることには変わりはない。なお、一部の近郊輸送区間では、コンセッション方式によって地方自治体から運行権が与えられるところもある。（コンセッションの項を参照）
フランチャイズ制はグレートブリテン島（・ワイト島）の鉄道においてのみ適用されており、北アイルランドにおける鉄道の運行は北アイルランド鉄道が担っている。

## 制度

### 入札・監督・終了
各フランチャイズの範囲や条件などは運輸省によって決定され、運行権も運輸省によって与えられる。なお、権限移譲の一環として、スコットレールとカレドニアン・スリーパーはトランスポート・スコットランドが、ウェールズ＆ボーダーズはトランスポート・フォー・ウェールズが管轄している。
入札が行われる前に運輸省はまず概要を記載した事前情報通知（Prior Information Notice）を発行し、地域の運輸連合や自治政府、運輸省管轄の非政府部門公共機関で監視機関のトランスポート・フォーカスへの諮問を行う。この後、詳細な条件を記載した正式な入札招待状（Invitation To Tender）が事前審査を経た候補事業者3～5社に送付される。入札招待状には契約案がいくつか含まれており、契約案を事業者自らが提案することも可能である。最終的な落札者は案の実行可能性や創出価値、信頼性などによって決定される。また、入札者の過去の実績が検討の要素となる場合もある。
実績は契約期間中を通して監視される。
制度開始当初は実績が振るわない場合には財政支援が行われることもあったが、2004年の改革以降は特別な理由がない限り救済は行われないことになっている。代替として、契約の終了を早める措置を取ることが可能であり、この場合運輸省直営の最終手段運行事業者（Operator of Last Resort）が再契約までの間の運行を行う。なお、これが発生した際に同じ事業者によって運行されている他のフランチャイズも契約を強制終了させることができるという条項も定められている。

### 経営
運行事業者は経営上のリスクを受け入れることになるが、近年の契約には想定より一定程度低い収入に対して補償を行う（・想定より一定以上多い収入を回収する）条項が設けられている。
運行に伴う主な費用はネットワーク・レールへの線路および駅施設の使用料、車両リース会社（ROSCO）への車両使用料、そして車両の定期検査費用（重要部検査以上はROSCOの負担）と社員の人件費がある。収入は運賃が中心であり、契約によっては補助金が付くほか、利用する駅施設についてはテナント料などの収入を得ることも可能である。

## 一覧

### 現行フランチャイズ
| フランチャイズ                                   | 列車運行会社                                   | 所有者                                             | 契約開始日     | 満了予定日     | 注記 |
| ------------------------------------------------ | ---------------------------------------------- | -------------------------------------------------- | -------------- | -------------- | --- |
| カレドニアン・スリーパー                         | カレドニアン・スリーパー                       | セルコ                                             | 2015年3月31日  | 2030年3月31日  | |
| チルターン                                       | チルターン・レールウェイズ                     | アリーヴァ                                         | 2002年3月3日   | 2021年12月11日 | |
| イースト・ミッドランズ                           | イースト・ミッドランズ・レールウェイ           | アベリオ                                           | 2019年8月18日  | 2027年8月21日  | |
| イースト・アングリア                             | グレーター・アングリア                         | アベリオ（60％） 三井物産（40％）                  | 2016年10月16日 | 2025年10月11日 | |
| エセックス・テムズサイド                         | c2c                                            | トレニタリア                                       | 2014年11月9日  | 2029年11月10日 | |
| グレーター・ウェスタン                           | グレート・ウェスタン・レールウェイ             | ファーストグループ                                 | 2006年4月1日   | 2023年3月31日  | 2019年コロナウイルス感染症の流行の影響により3年間延長                                                       |
| インターシティ・イースト・コースト               | ロンドン・ノース・イースタン・レールウェイ     | 運輸省                                             | 2018年6月24日  | 2025年         | 最終手段運行事業者 ヴァージン・トレインズ・イースト・コーストから引き継ぎ                                   |
| ウェスト・コースト・パートナーシップ             | アヴァンティ・ウェスト・コースト               | ファーストグループ（70％） トレニタリア（30％）    | 2019年12月8日  | 2031年3月31日  | |
| ニュー・クロスカントリー                         | クロスカントリー                               | アリーヴァ                                         | 2007年11月11日 | 2020年10月18日 | 延長交渉中                                                                                                  |
| ノーザン                                         | ノーザン・トレインズ                           | 運輸省                                             | 2020年3月1日   | 未定           | 最終手段運行事業者 アリーヴァ・レール・ノースから引き継ぎ                                                   |
| スコットレール                                   | スコットレール                                 | アベリオ                                           | 2015年4月1日   | 2022年3月31日  | 2025年までの延長オプション付きの契約だったが、2019年12月に延長が行われないことが発表                        |
| サウス・イースタン                               | サウスイースタン                               | ゴヴィア                                           | 2006年4月1日   | 2022年3月31日  | 2019年8月次期契約向け入札の取りやめにより4か月間延長、2019年コロナウイルス感染症の流行の影響により2年間延長 |
| サウス・ウェスタン                               | サウス・ウェスタン・レールウェイ               | ファーストグループ（70％） MTR（香港鉄路） （30%） | 2017年8月20日  | 2024年8月18日  | |
| テムズリンク・サザン・アンド・グレート・ノーザン | ゴヴィア・テムズリンク・レールウェイ           | ゴヴィア                                           | 2014年9月14日  | 2021年9月      | |
| トランスペナイン・エクスプレス                   | トランスペナイン・エクスプレス                 | ファーストグループ                                 | 2016年4月1日   | 2023年3月31日  | |
| ウェールズ＆ボーダーズ                           | トランスポート・フォー・ウェールズ鉄道サービス | ケオリス（60％） アメイ（40％）                    | 2018年10月14日 | 2033年10月15日 | |
| ウェスト・ミッドランズ                           | ウェスト・ミッドランズ・トレインズ             | アベリオ（70％） JR東日本（15％） 三井物産（15％） | 2017年12月10日 | 2026年3月      | |

### コンセッション
一部の都市近郊鉄道はフランチャイズ方式ではなく、コンセッション方式によって運営されている。コンセッション方式では、自治体などの運行権授与者によって細かく定められた条件に従って、事業者が契約金を得て運営を行う。フランチャイズと異なり、コンセッション方式では事業者は経営上のリスクは負わないことが基本だが、契約によっては実績に応じて追加報酬やペナルティが与えられることがある。
| コンセッション                     | 運行事業者                      | 契約開始日     | 満了予定日    | 管轄機関                         |
| ---------------------------------- | ------------------------------- | -------------- | ------------- | -------------------------------- |
| TfLレール（クロスレール）          | MTR（香港鉄路）                 | 2015年5月      |               | ロンドン交通局                   |
| ドックランズ・ライト・レイルウェイ | ケオリス（70％） アメイ（30％） | 2014年12月7日  |               | ロンドン交通局                   |
| ロンドン・オーバーグラウンド       | アリーヴァ                      | 2016年11月13日 | 2023年        | ロンドン交通局                   |
| マンチェスター・メトロリンク       | ケオリス（60％） アメイ（40％） | 2017年7月15日  | 2024年7月14日 | グレーター・マンチェスター交通局 |
| マージーレール                     | セルコ（50％） アベリオ（50％） | 2003年7月23日  | 2028年        | マージートラベル                 |
| シェフィールド・スーパートラム     | ステージコーチグループ          | 1997年12月     | 2024年        | サウス・ヨークシャー旅客輸送局   |

### オープン・アクセス・オペレーター
フランチャイズやコンセッションに加え、オープン・アクセス・オペレーターと呼ばれる事業者も存在する。これらはフランチャイズ契約を締結するのではなく、ネットワーク・レールなどの設備保有会社から運行枠を買い取って列車を運行する。例としてはユーロスター、ヒースロー・エクスプレス、ハル・トレインズ、グランド・セントラル、プレ・メトロ・オペレーションズ（スタウアブリッジ・タウン支線の運行を担当）などが挙げられる。

## 沿革

### 導入期
フランチャイズ制は、イギリス国鉄の民営化の一環として、1993年鉄道法によって設置されたものであり、1996年に開始された。
当時のジョン・メージャー首相が国有化前のビッグ・フォーに相当するような4つの会社への分割民営化を想定していたのに対し、大蔵省は新自由主義シンクタンクのアダム・スミス研究所の提案を推していた。これはインフラの保有・整備と列車の運行を分離（上下分離方式）し、旅客輸送を7年単位のフランチャイズ制によって行うというものであった。最終的には後者の案に近いものが採用され、準備段階として25のシャドー・フランチャイズが創設された。これらのシャドー・フランチャイズは鉄道フランチャイズ庁長官（Director of Passenger Rail Franchising）によってサービス水準や補助金の金額を決定され、列車運行会社との契約が行われた。
1993年鉄道法では、フランチャイズ庁長官が最低サービス水準（初回契約では当時のイギリス国鉄と同水準）を定めた旅客サービス基準（Passenger Service Requirement）を公表し、競争入札を行うことになっていた。落札者は金額面のみで決定され、国へ支払われる契約金が最大／国からの補助金が最小限の事業者に契約が与えられた。契約締結後は旅客サービス基準が満たされていない場合にのみ中途終了が可能であり、途中段階として罰金を払わせることができた。
大蔵省は当初、競争の維持のためフランチャイズ契約の期間を3年程度とすることを考えていたが、事業者にとっての訴求力がないことが判明し、1995年に契約期間を5～7年（大規模投資が必要な場合はさらに長期）とすることが発表された。1995年12月19日（サウス・ウェスト）・20日（グレート・ウェスタン）には最初のフランチャイズ契約が締結され、翌1996年2月4日のサウスウェスト・トレインズトゥイッケンハム駅05:10発ウォータールー駅行きがフランチャイズ制の下で運行された最初の列車となった。なお、民間運行初便はこの列車ではなくはサウス・ウェールズのフィッシュガード発カーディフ行きの列車代行バスであった。
1997年3月31日のスコットレール（ナショナル・エクスプレス）をもって、すべてのフランチャイズの契約が締結、運行が開始された。鉄道フランチャイズ局は移行の遅延に関して批判されたが、局が対策できるものではなく、原因は政府本体にあるとした。初期に入札が行われた4つのフランチャイズでは、政府の予測に反し応札者がそれぞれ4社ずつしかなかったが、移行が進行するにつれて応札は増えていった。25のフランチャイズが設定された中、最終的な落札者は13社に集約されており、多くがバス会社であった（航空・海運系企業の入札もあったが大半が失敗している）。また、財政上の問題により、マネジメント・バイアウトの試みは3つのフランチャイズを除き成功していない。
複数のフランチャイズを獲得したのはナショナル・エクスプレス（ガトウィック・エクスプレス、ミッドランド・メインライン、ノース・ロンドン、セントラル・トレインズ、スコットレール（5つ））、プリズム・レール（ロンドン・ティルベリ・サウスエンド、ウェールズ＆ウェスト、ヴァレー・ラインズ、ウェスト・アングリア・グレート・ノーザン（4つ））、コネックス（→ヴェオリア・トランスポール）（サウス・セントラル、サウス・イースタン）、ヴァージン・レール・グループ（ウェスト・コースト、クロスカントリー）、MTL（マージーレール・エレクトリックス、ノース・イースト）、ステージコーチグループ（サウスウェスト・トレインズ、アイランド・ライン（ワイト島・のちに前者に吸収））、グレート・ウェスタン・ホールディングス（グレート・ウェスタン、ノース・ウェスタン）であった。なお、ファーストグループはグレート・イースタンの1つのみを獲得していたが、1998年にグレート・ウェスタン・ホールディングスへの出資比率を100％に高めたことで合計3つとなった。
フランチャイズの契約期間は基本的に7年～7年半であり、例外としてグレート・ウェスタン及びミッドランド本線が10年間、ロンドン・ティルベリ・サウスエンド、ガトウィック・エクスプレス、サウス・イースタン、クロスカントリー、ウェスト・コーストが15年間、アイランド線が5年間であった。

### 1997年～2010年

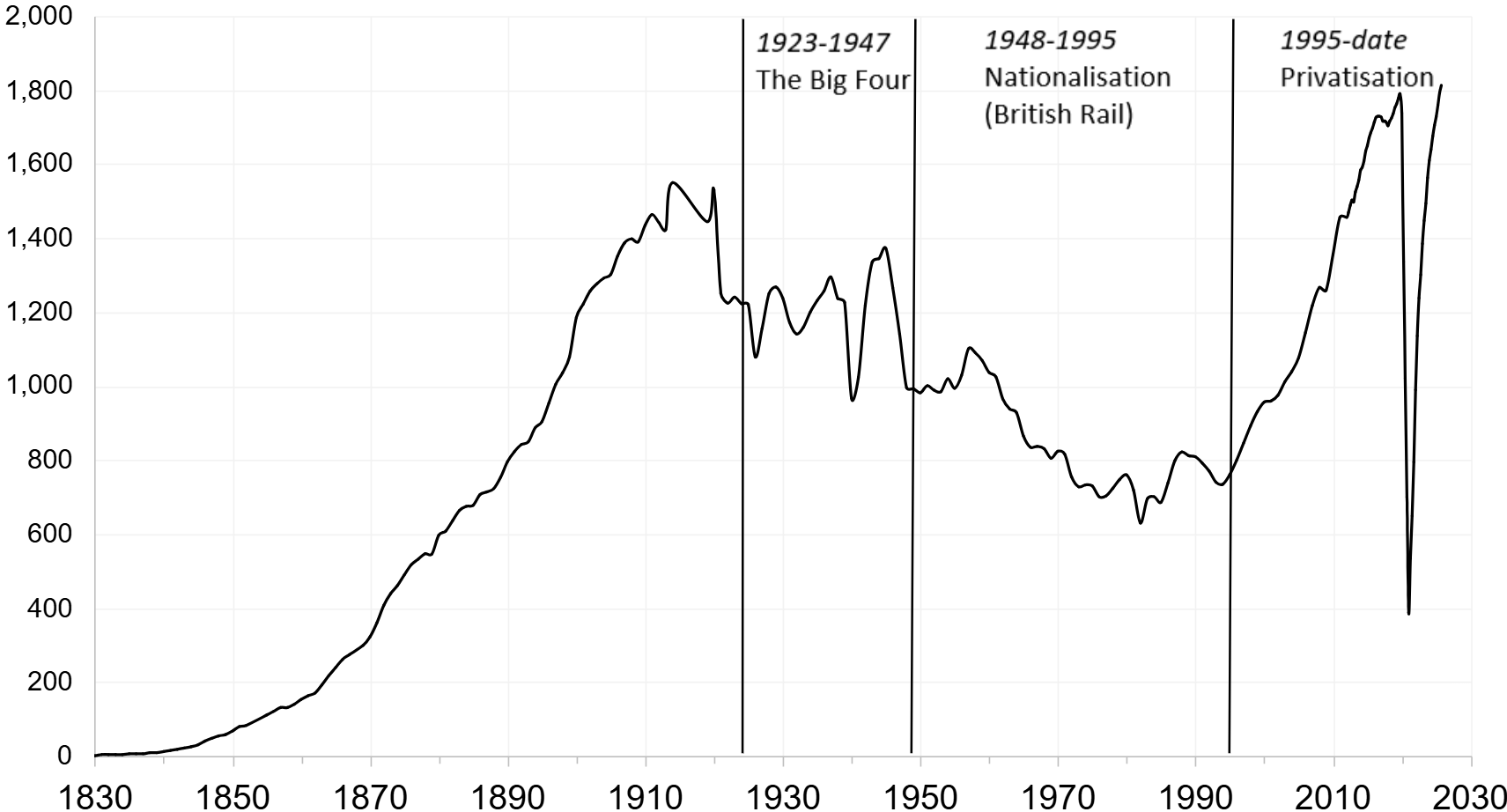
イギリスの鉄道旅客数（1829年～2023年）4つの区分は左から小鉄道会社林立時代、ビッグ・フォーの時代、イギリス国鉄時代、民営化後

1997年の総選挙により保守党から労働党への政権交代が行われたが、新政権が民営化を止めるということはなかった。その反面、鉄道行政においていくつかの改革が行われ、その一つとして鉄道規制局（Rail Regulator）・運輸省鉄道局の一部と鉄道フランチャイズ庁を統合した戦略鉄道庁（英: Strategic Rail Authority）が設立された。新機関の目的の1つとしてイギリスの鉄道網が「単なるフランチャイズの集合体ではなく統合されたネットワークとして」機能するようにすることが挙げられ、このほかにも政府としての交通10か年計画である「トランスポート2010」が作成された。
戦略鉄道庁は2000年、2004年に7年契約のフランチャイズ18個が満了することに合わせ、フランチャイズを強固にし、投資をより行いやすくするために制度の変更をいくつか行うと発表した。しかし、同年に発生したハットフィールド脱線事故とそれによるレールトラック社の国有化・ネットワーク・レールの誕生により、計画の変更を余儀なくされた。なお、この間2000年交通法が成立し、フランチャイズ庁の廃止と戦略鉄道庁の正式発足が行われている。
イースト・コースト・フランチャイズでは、レールトラック社による路線改良計画達成への不安から、21か月間の交渉が2001年7月に決裂し、契約長期化方針の見直しが浮上した。緊急措置として2年間の契約延長が選択され、ほかのフランチャイズに対しても適用された。
契約延長によって確保した時間を使い、2002年末には、戦略鉄道庁はサービス品質の改善のため、列車本数を定めた旅客サービス基準以外にも評価基準を設ける方針を固めた。同時に、契約期間を5年から8年の間とし、重要業績評価指標が高かった場合に延長を認める方式とした。費用と利益に対する姿勢も変更され、長期投資や良い業績に対しインセンティブの付与も行うようにした。さらに、入札前の情報の公開量を増やすことにより入札の簡便化・高速化を図った。
2005年鉄道法では、戦略鉄道庁が廃止され、鉄道フランチャイズに関する業務はイングランドについては運輸省が、ウェールズについてはウェールズ政府が（なお、形式上は運輸省の管轄下）、スコットランドについてはスコットランド政府が行うこととなった。同時に、費用増を独自財源で賄う／利益増を交通政策に使うことを条件として、運賃の設定権が地方自治体や自治政府へと移管された。また、各地方の旅客輸送局はフランチャイズ契約の当事者から外され、担当地域のフランチャイズに関する長期計画に関わったり諮問を受けたりすることとなった。ロンドンに関しては、運輸省はロンドンを発着するすべてのフランチャイズに関してロンドン交通局に対する諮問義務を負い、2007年にはロンドン外地域との利害衝突時の回避機構を組み込んだうえで拡大された。
2007年10月には、欧州連合が鉄道フランチャイズの契約期間の上限を締結時に最大15年間、一定条件を満たしたうえでの50％延長を含めて最大22年半までとすると決定している。
サービスや顧客満足度の向上が続いていたものの、制度への批判は完全にはなくならず、フランチャイズの契約方法や監視方法の変更がたびたびおこなわれた。例として2010年までには、フランチャイズ契約に信頼性向上の失敗に対するペナルティや重要業績評価指標の項目数削減などが行われている。

### 2010年～現在

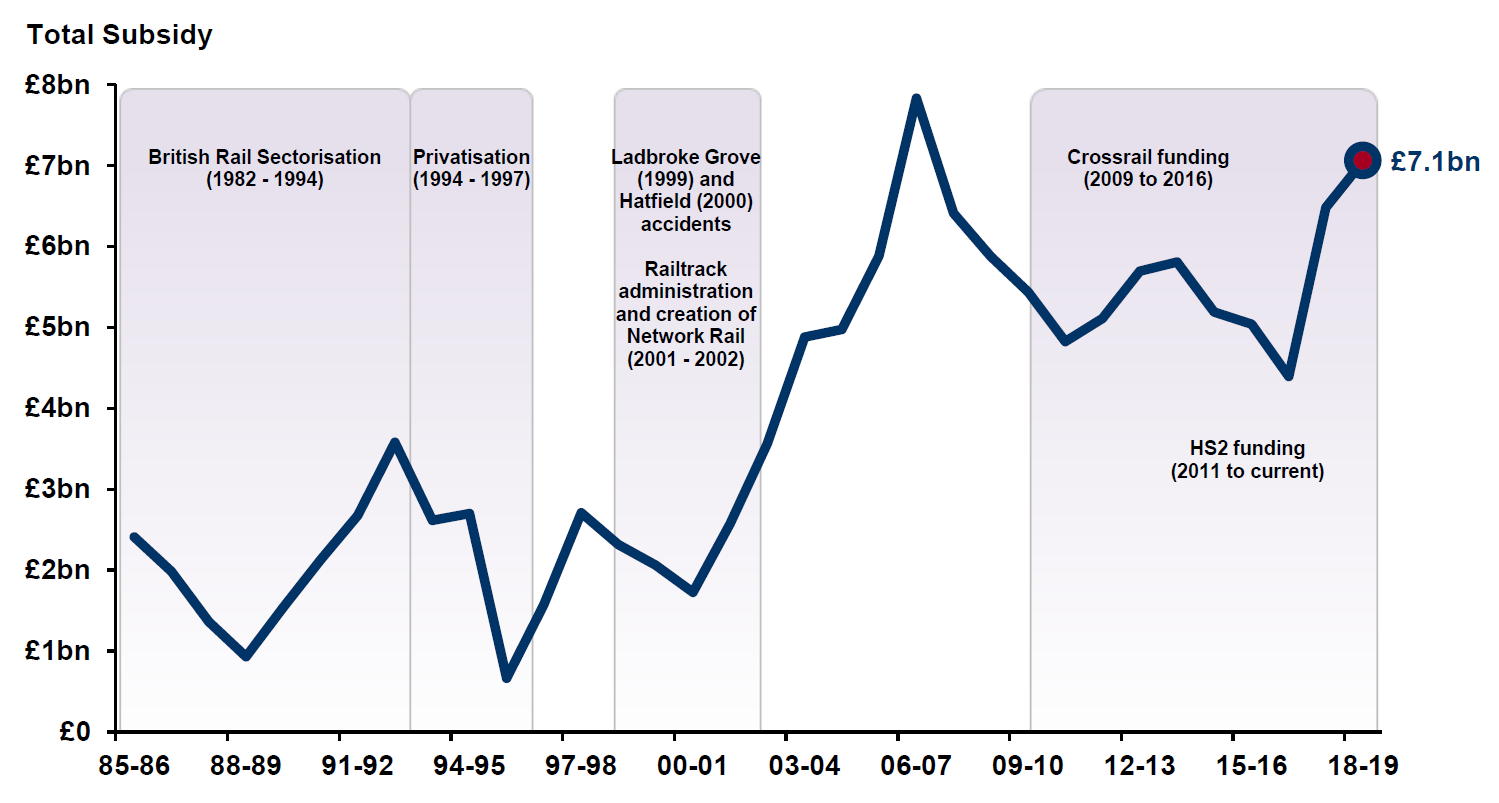
鉄道に対する補助金（1985年～2019年　2018年の物価基準に換算したもの）民営化直後に低下し、2000年のハットフィールド事故後や近年ではクロスレールやハイ・スピード2への投資で増加している。

2010年5月に成立した第1次キャメロン内閣は翌年1月に発行された調査の結果を受け、列車運行会社の柔軟性を高めるために費用削減のインセンティブを拡大するなどの改革を行った。契約期間については契約ごとに交渉を行うこととし、標準の長さをEUの上限いっぱいまで延長した。経営上のリスクに対しては事業者の負うリスクが増加し、サービス基準についても条件設定や測定の方法が見直された。
2012年にはウェスト・コーストフランチャイズ再入札（問題の項を参照）を受け、問題の発生原因とフランチャイズ制そのものに対してそれぞれ調査が行われた。後者の調査では、フランチャイズ制そのものには大きな欠陥はないとしつつ、契約時期の集中を避けること（特にイースト・コーストとウェスト・コーストの契約時期をずらす）、契約期間を第1期の7年～10年と条件を満たした際に延長される第2期の3年～5年の2期制にすること、地方自治体・自治政府への分権を進めることなど、11の改善点を提示した。
報告書の公表までの間新規の入札は停止されていた（この間正式な条件なしに契約が延長されていた）が、2013年に再開すると、提案された契約時期の分散のため、政府が事業者との間で合意を形成できた場合に限ってフランチャイズ契約を随意契約によって延長する取り扱いが行われた。
2014年には運輸省の部署再編が行われ、鉄道フランチャイズに関する業務は鉄道本部傘下の鉄道旅客サービス局の担当となった。
2015年には競争・市場委員会がフランチャイズ制について、競争の拡大の余地があるかという調査を行い、オープン・アクセス・オペレーターの拡大、フランチャイズあたりの事業者を2にする、フランチャイズの重複を増やすなどの提案を行った。規制を担当する鉄道・道路局はこれを受け、2016年3月に最終報告を発行している。
2017年2月には、庶民院運輸委員会が運輸大臣に対しフランチャイズ制が「もはや目的に合わない」として調査を行うよう提言している。

#### 2019年コロナウイルス感染症の流行
2019年コロナウイルス感染症の流行に対する緊急措置として、イギリス政府は2020年3月23日にすべてのフランチャイズ契約を6か月間停止することを発表した。3月時点で乗客数は通常の3割にまで落ち込んでおり、収入が大幅に減少した列車運行会社は列車の運休などの対応をとっていた。緊急措置の下、運賃収入は全て列車運行会社ではなく国に納められ、国は列車運行会社に対して運行費用の全てを補填するとともに、最大で平常時の運行費用の2％にあたる運行手数料を支払うことになった。また、契約の更新時期にあったサウスイースタンとグレート・ウェスタン・レールウェイの2社については、随意契約によってそれぞれ2年間と3年間の延長が行われた。

## 独占審査
大規模な交通企業が複数のフランチャイズを運営する可能性が浮上し、独占につながりかねないと判断された場合、競争・市場委員会による調査が行われる。また、フランチャイズ同士だけでなく、同じ地域や交通回廊内でグループ内のバスとの重複がある場合にも審査が行われることがある。
これらの審査の多くはほかの事業者の落札によって中断されるか、落札が成功した場合でも独占体制を築くことが不可能であるなどして措置が行われずに終了するが、場合によっては独占を阻止するための措置が取られたり、契約の締結が止められることがある。
何らかの措置が取られたケースは以下のとおりである。
- 2015年　イースト・コースト　ステージコーチグループ[40]
- 2004年　ウェールズ＆ボーダーズ　アリーヴァ[41]
- 2004年　スコットレール　ファーストグループ[42]
- 2000年　ナショナル・エクスプレスによるプリズム・レール買収[43]
- 1996年　ミッドランド・メイン・ライン　ナショナル・エクスプレス[44]

## 問題

### 公の介入について
1993年鉄道法によれば、国や地方自治体はフランチャイズ契約の入札に参加することができない（民間フランチャイズの失敗後に一時的な措置として国営の鉄道会社が運行を担当することはある）。
これについて、国営鉄道会社に恒久的な入札参加権を与えるべきだとの声もあり、根拠としてフランチャイズの保持者のいくつかが実際には外国の国鉄（SNCF、DBなど）の子会社であることや、再入札後、民間に戻ったことでサービス水準が低下したことなどを挙げている。その一方で、フランチャイズ制の肯定論者は民間資本の導入や国家財政への貢献、Wi-Fiやポイントプログラムなどを理由に公共セクターに対する民間の優位性を主張している。

### ウェスト・コースト本線工事遅延
レールトラック社によって行われていたウェスト・コースト本線改修工事の遅延により、ウェスト・コースト、クロスカントリー両フランチャイズの1997年～2012年の契約で想定されていた収益化（補助金支給からの脱却）が遅れ、補助金付きの契約への転換が必要となった。これにより、税金からの支出が増えることとなり、改良工事の費用高騰と合わせて批判の的となった。改訂された契約は2002年7月22日に発効し、その内容はウェスト・コーストについては2003年3月まで、クロスカントリーについては2004年3月まで補助金の支給を続けつつ新しい契約の交渉を行い、合意に達することができなかった場合はウェスト・コーストは収益の2％、クロスカントリーは1％を国に支払って運営を続けるという内容であった。この場合、戦略鉄道庁には入札を改めて行うという選択肢もあり、実際にクロスカントリーについては2004年8月に交渉を中止し、2005年の入札条件発表を経て2007年11月11日からアリーヴァが運行を引き継いでいる。

### ウェスト・コースト再入札（2012年）
2012年のウェスト・コーストフランチャイズの入札ではファーストグループが運営権を獲得したが、入札過程に問題があったことが発覚し同年10月に撤回された。その後、改めて入札が行われるまでヴァージン・トレインズとの契約が延長されている。

### インターシティ・イースト・コースト（2006年～）

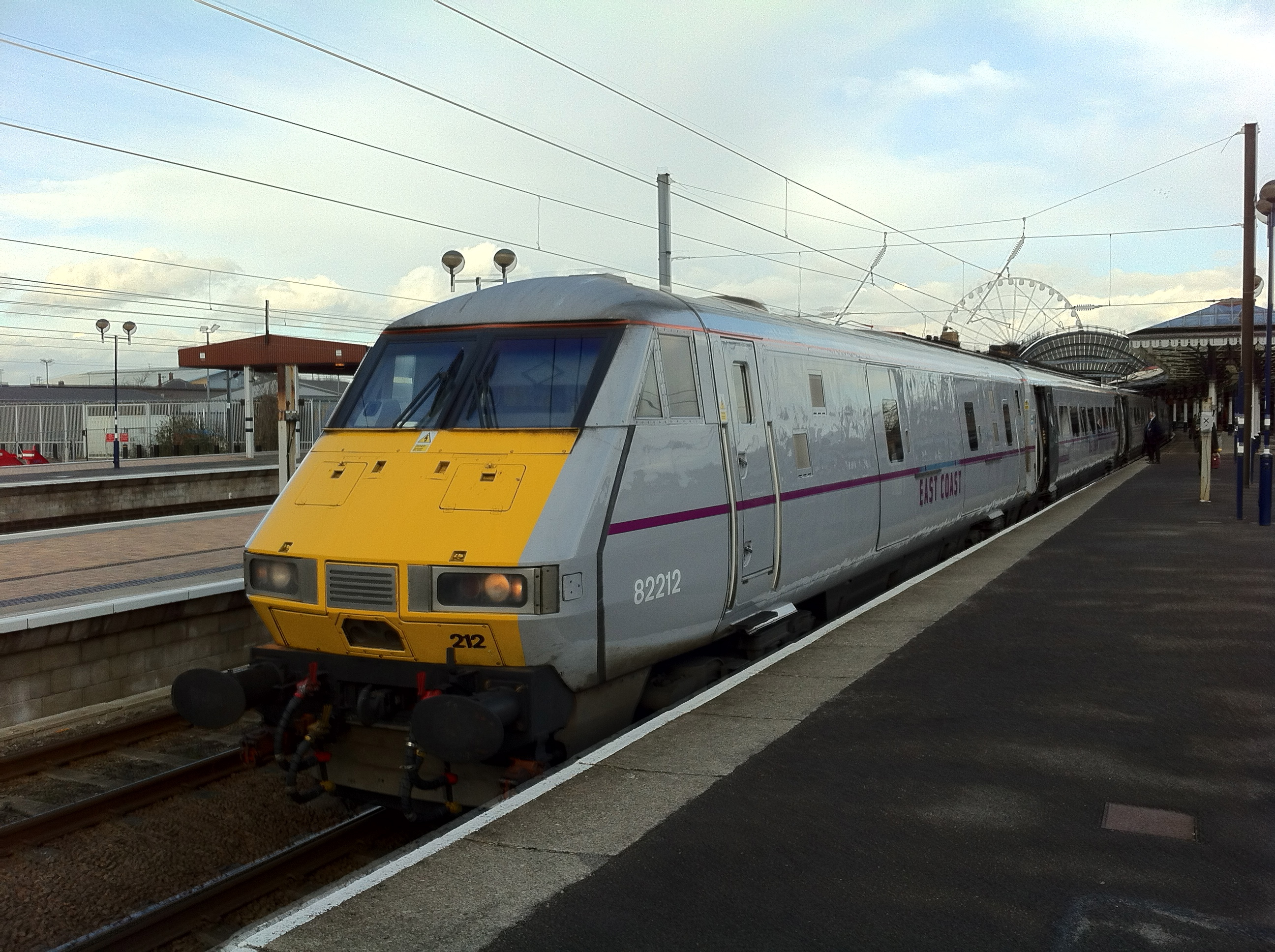
イースト・コースト（国営・2009年～2015年）

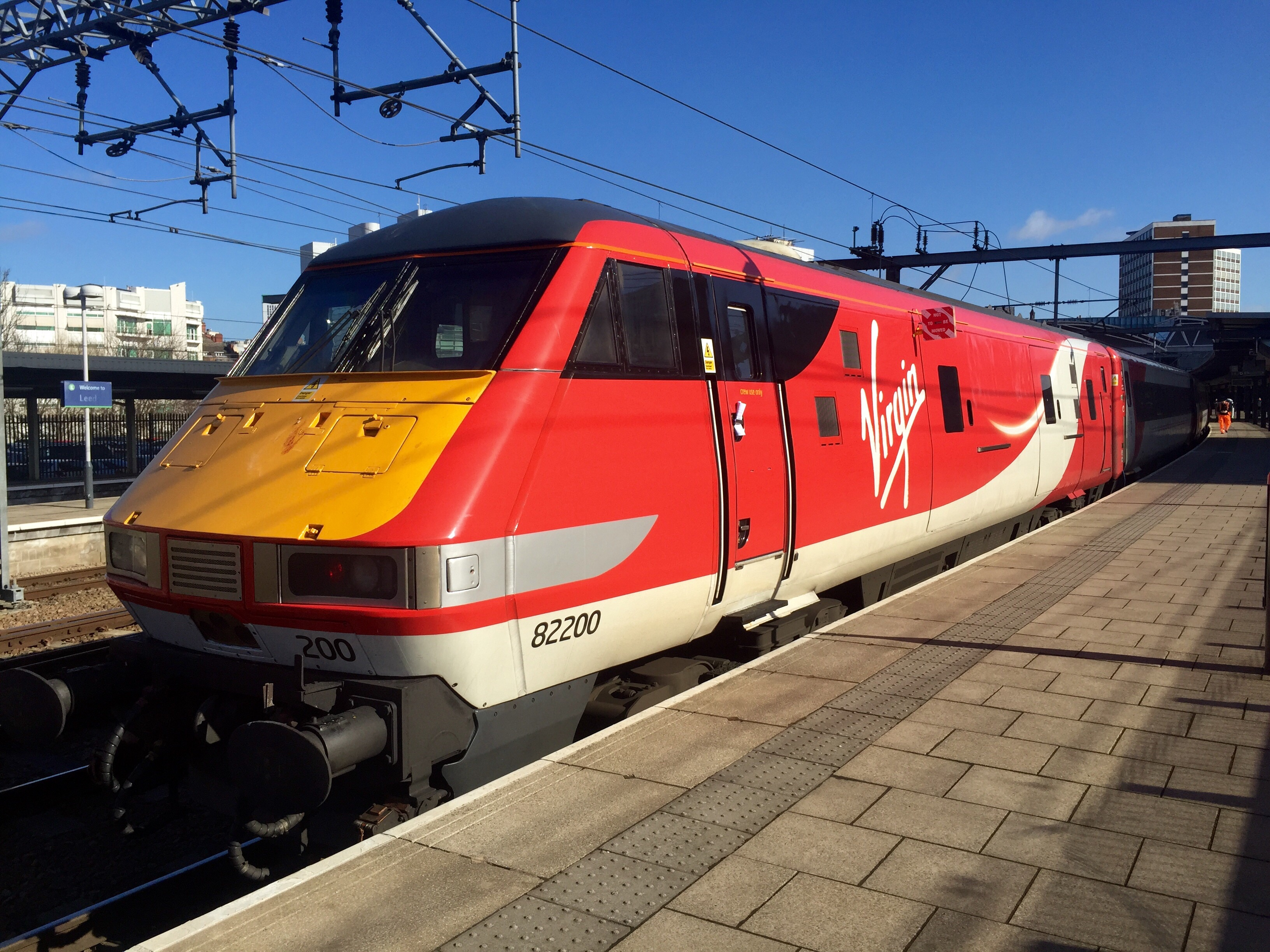
ヴァージン・トレインズ・イースト・コースト（民間・2015年～2018年）

2006年12月、インターシティ・イースト・コーストフランチャイズを運行していたグレート・ノース・イースタン・レールウェイが親会社であるシー・コンテイナーズ社（英語版）の倒産により満了まで6年を残して契約を解除された（運行は翌年12月に引き継がれるまで継続）。その後2007年12月ナショナル・エクスプレス・イースト・コースト（英語版）が引き継いだが、不景気により同社もまた経営不振に陥り2009年11月に契約の中断を余儀なくされ、国営鉄道会社で最終手段運行事業者であるイースト・コースト（英語版）が運行を継承した。2015年3月にはヴァージン・トレインズ・イースト・コーストによって民間運行に戻っているが、同社も2018年6月に撤退し、2020年現在は国営鉄道会社で最終手段運行事業者のロンドン・ノース・イースタン・レールウェイが運行を行っている。

### ファーストグループによるGBレールウェイズ買収（2003年）
2003年に行われたファーストグループによるGBレールウェイズ（英語版）の買収はフランチャイズ制をないがしろにするものとして一部の人によって批判された。GBレールウェイズは当時次期契約の入札が行われていたアングリアフランチャイズを運行しており、ファーストグループは入札候補者から既に外されていた。当時の戦略鉄道庁長官はメディアの批判に対し合併や買収によって将来起こりうることを想定して入札候補者を決めることは不可能だと説明した。結果的に買収は成功したが、アングリアフランチャイズや同時に応札していたノーザン及びウェールズ＆ボーダーズフランチャイズの落札には失敗している。

### ネットワーク・サウスセントラル　サウス・イースタン（2001年～2003年）
2000年10月に戦略鉄道庁は利用客からのクレームを理由にコネックスがネットワーク・サウスセントラルフランチャイズの契約を満了予定の2003年に失うことを発表した。次期契約者がゴヴィア子会社のサザンに決定したことを受け、実際に運行を行っていたコネックス・サウス・セントラル社は同年内にゴヴィアに売却された。
コネックスはコネックス・サウス・イースタン社を通してサウス・イースタンフランチャイズの運行も担っていたが、経営悪化を理由に2003年11月に満了まで8年を残して契約が解除された。サウス・イースタンフランチャイズは国営のサウス・イースタン・トレインズが運行を引き継いだ後、インテグレーテッド・ケントフランチャイズの一部としてサウスイースタンに継承されている。